# Giampaolo Dallara
Giampaolo Dallara (Varano de' Melegari, 16 novembre 1936) è un ingegnere e imprenditore italiano, fondatore dell'omonima casa automobilistica, costruttrice di automobili da competizione.

## Biografia
Laureato in ingegneria aeronautica al Politecnico di Milano, Giampaolo Dallara inizia la sua carriera in Ferrari nel 1959 per passare successivamente alla Maserati e nel 1963 alla Lamborghini. A Sant'Agata Bolognese è tra i progettisti della Miura, poi dal 1969 inizia l'avventura in Formula 1 e Formula 2 assieme a Frank Williams e Alejandro De Tomaso.

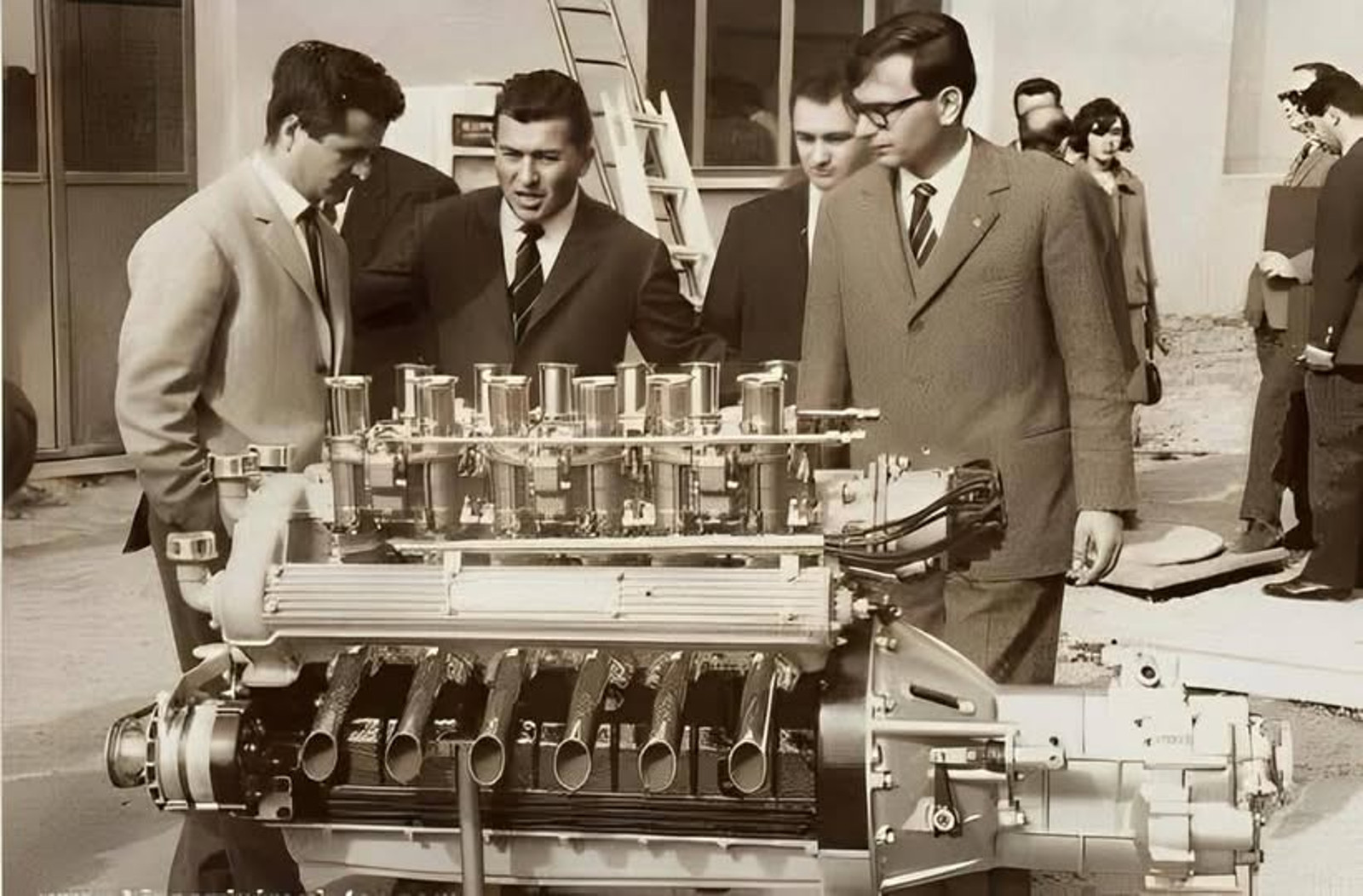
Giotto Bizzarrini, Ferruccio Lamborghini e Dallara a Sant'Agata Bolognese nel 1963 con un prototipo di motore Lamborghini V12

Nel 1972 fonda la sua azienda a Varano de' Melegari, cittadina nelle colline parmensi, dove è posto anche l'autodromo Riccardo Paletti, iniziando a costruire in proprio autovetture sport prototipi e a collaborare con Bertone progettando la Lancia Stratos, nonché con la stessa Lancia per vetture da competizione quali Beta Montecarlo Turbo, Rally 037, LC1 e LC2.
Nel 1980 realizza nella sua azienda una galleria del vento, la prima delle due attuali, costruendo vetture che mietono continui successi in tutti i circuiti degli Stati Uniti e d'Europa. Dal 1988 al 1992 la Dallara fornisce i telai per le auto di F1 della Scuderia Italia che nel 1993, ultimo anno di attività del team bresciano in Formula 1, opterà per una collaborazione con Lola.
Nel 1996 viene nominato vicepresidente della CSAI, di cui è componente della commissione tecnica fin dal 1980. Dal 1997 disegna e costruisce i telai per le auto dei team che partecipano all'IRL IndyCar Series, vincendo numerosi campionati. Nel settembre del 1998 viene designato rappresentante italiano in seno al comitato tecnico della FIA.
Dal 2005 diviene il costruttore delle auto che partecipano alla neonata GP2. Dal 2007 viene affiancato da Andrea Pontremoli alla direzione della sua azienda. Nel 2009 Dallara torna in Formula 1 con la scuderia Campos Grand Prix, che partecipa al campionato 2010. Nel 2012 a Giampaolo Dallara viene assegnato il premio internazionale Barsanti e Matteucci.

## Riconoscimenti
- Casco d'oro di Autosprint nel 1987, 1998, 2003 e 2004;
- Premio Sant'Ilario conferito dal Comune di Parma nel 1996[1];
- Stella d'Argento del CONI per meriti sportivi nel 1998;
- Premio Louis Schwitzer della SAE nel 1999 e nel 2003;
- Premio "Imprenditore dell'anno" categoria Global, dalla società Ernst & Young nel 2009[2].
- Premio "John Bolster" ai McLaren Autosport Awards 2011
- Premio internazionale Barsanti e Matteucci a Pietrasanta, 2012